# Bobrov
|  | No s'ha de confondre amb Bobrov (Eslovàquia). |

Bobrov - Бобров (rus) - és una ciutat de l'óblast de Vorónej, a Rússia.
La vila és mencionada per primer cop el 1685 en un document que concernia la compra de pells de castor (en rus бобёр). Els animals es caçaven al riu de Bitiug, proper a la vila, i les teories són que el nom de la ciutat evoluciona del nom de l'animal. El 1698 l'slobodà Bobrovskaia ocupà el lloc i rebé l'estatus de ciutat el 1779.